# Murat Rais
Murat Rais lub Murat Reis (ur. 1534, zm. 1609) – osmański żołnierz sił morskich, następnie pirat.

## Życiorys
Pochodził z albańskiej chrześcijańskiej rodziny, w wieku 12 lat został uprowadzony przez korsarza Karę Alego oraz zabrany do Algieru. Służył w Marynarce Imperium Osmańskiego, jako dowódca statku uczestniczył oblężeniu Malty z 1565 roku, jednak skapitulował. W związku z tym odebrano mu dowództwo, wkrótce objął dowodzenie nad innym statkiem; w 1571 roku uczestniczył w bitwie pod Lepanto, a w 1586 roku jego siły zdobyły wyspę Lanzarote.
Po zakończeniu kariery wojskowej trudnił się piractwem, na przełomie XVI i XVII wieku działał nieopodal wybrzeża południowej Hiszpanii.